# Randy Barnes
Pour les articles homonymes, voir Barnes.
Eric Randolph "Randy" Barnes (né le 16 juin 1966 à Charleston en Virginie-Occidentale) est un athlète américain spécialiste du lancer du poids. Champion olympique en 1996, il est l'ancien détenteur du record du monde de la discipline avec la marque de 23,12 m, établie en 1990 et battue en 2021 par Ryan Crouser.
En 1998, il est suspendu à vie pour dopage.

## Biographie
Il participe aux Jeux olympiques de 1988 à Séoul où il obtient une médaille d'argent avec un lancer de 22,39 mètres derrière l'Allemand de l'Est Ulf Timmermann. Lors de la saison hivernale suivante, il établit un nouveau record du monde en salle avec 22,66 mètres.
En mai 1990, il bat le record du monde de Timmermann. La même année, il est suspendu pour 27 mois à la suite d'un contrôle positif à la méthyltestostérone
, un stéroïde, contrôle effectué à Malmö en août. Cette suspension le prive des mondiaux de Tokyo et des jeux de Barcelone.
Revenu à la compétition, il obtient deux médailles lors des Championnats du monde d'athlétisme, tout d'abord l'argent à Stuttgart puis le bronze à Göteborg. Lors des grands championnats suivants, les Jeux olympiques de 1996 à Atlanta, il obtient enfin l'or olympique.
Il est de nouveau rattrapé par les instances internationales pour usage de produit dopant. Il est testé positif à l'androstènedione, supplément alimentaire très connu, en particulier en raison de son usage par le joueur de baseball Mark McGwire. Son utilisation est interdite en athlétisme. Barnes basa sa défense sur l'ignorance de ce fait, mais cela ne fut pas suffisant pour l'empêcher de se voir suspendre à vie de toute compétition.

## Palmarès

### Jeux olympiques d'été
- Jeux olympiques de 1996 à Atlanta,  États-Unis
  -  Médaille d'or
- Jeux olympiques de 1988 à Séoul,  Corée du Sud
  -  Médaille d'argent

### Championnats du monde d'athlétisme
- Championnats du monde 1993 à Stuttgart,  Allemagne
  -  Médaille d'argent
- Championnats du monde 1995 à Göteborg,  Suède
  -  Médaille de bronze

### Record du monde
- record du monde établi le 20 mai 1990 avec 23,12 mètres.
- record du monde en salle établi le 20 janvier 1989 à Los Angeles avec 22,66 mètres.